# Peter Dietrich
Peter Dietrich (Neu-Isenburg, 6 de março de 1944) é um ex-futebolista alemão que atuava como meia.

## Carreira
Peter Dietrich fez parte do elenco da Seleção Alemã de Futebol, na Copa do Mundo de 1970. 

## Títulos
- Copa do Mundo de 1970 - 3º Lugar